# Gilbert Kurland
Gilbert Kurland (* 28. November 1904 in Minneapolis; † 26. Februar 1978 in Los Angeles) war ein US-amerikanischer Filmschaffender.

## Leben
Gilbert Kurlands Karriere in Hollywood begann mit der Einführung des Tonfilms. Er wirkte 1931 erstmals als Music supervisor am Film Frankenstein mit. In dieser Position folgten noch mehrere Arbeiten bis Mitte der 1930er Jahre für Universal Pictures, das sich auf Horrorfilme konzentriert hatte. Dazu gehören Filme wie Der Unsichtbare, Die schwarze Katze, Der Werwolf von London und Der Rabe, die heute als Klassiker gelten. In etwa demselben Zeitraum arbeitete er zudem an mehr als 60 Filmen im Tondepartment mit. Für den Film Frankensteins Braut (1935) wurde er für den Oscar für den besten Ton nominiert, musste sich jedoch 1936 Douglas Shearer für Tolle Marietta geschlagen geben. In der Literatur findet sich zudem teilweise die Angabe, dass Kurland 1935 für einen Oscar für den besten Ton für Imitation of Life (1934) nominiert wurde. Die offizielle Academy-Award-Seite listet jedoch Theodore Soderberg, den damaligen Sound Director des Universal Studio Sound Department, als Nominierten der Kategorie.
Ende der 1930er Jahre wechselte er sowohl das Fach als auch das Studio und wurde Regieassistent bei MGM. Er war beispielsweise 1936 Regieassistent für Edward Sedgwick in Burn 'Em Up O'Connor, unterstützte mehrfach S. Sylvan Simon in Musicals, romantischen Komödien und Melodramen, George B. Seitz, H.C. Potter, Robert B. Sinclair, Jacques Tourneur und Richard Thorpe in Tarzans geheimer Schatz. 1942 wechselte er in die Produktion. Zunächst war er Aufnahmeleiter. Hier war er u. a. 1942 an Edward Buzzells The Omaha Trail beteiligt, aber auch an Kriegspropagandafilmen wie Salute to the Marines und Victor Flemings Kampf in den Wolken mit Spencer Tracy (beide 1943). Zwischen 1943 und 1948 war seine Karriere unterbrochen. Nach kurzer Rückkehr ins Filmgeschäft in den Jahren 1948 bis 1950 war die Karriere erneut bis 1958 unterbrochen. 1958 kam er als Produktionsmanager zurück nach Hollywood. Erste Arbeit wurde Robert Wises Antikriegsfilm U 23 – Tödliche Tiefen. Weitere wichtige Filme waren Delbert Manns Getrennt von Tisch und Bett, John Hustons Denen man nicht vergibt (1960), Richard Brooks’ Elmer Gantry, John Frankenheimers Die jungen Wilden (1961) und Der Gefangene von Alcatraz (1962), J. Lee Thompsons Taras Bulba und als Karriereabschluss Elliot Silversteins Ein Mann, den sie Pferd nannten (1970). Kurland wirkte an mehr als 100 Filmen mit.

## Filmografie (Auswahl)
Music Supervisor
- 1931: Frankenstein
- 1932: Mein Freund, der König
- 1932: Air Mail
- 1933: Der Unsichtbare
- 1934: Die schwarze Katze
- 1935: Der Werwolf von London
- 1935: Der Rabe

Ton
- 1933: Der Held von Texas
- 1933: Der Unsichtbare
- 1933: Bei Kerzenlicht
- 1933: Der Staranwalt von Manhattan
- 1933: Eine Frau vergisst nicht
- 1934: The Countess of Monte Cristo
- 1934: Die schwarze Katze
- 1934: Imitation of Life
- 1934: Des Sträflings Lösegeld
- 1935: Frankensteins Braut
- 1935: Der Werwolf von London
- 1935: Diamanten-Jim
- 1935: Rex, der König von Arizona
- 1935: Was geschah gestern?
- 1935: Die Schreckensinsel im Pazifik
- 1935: Magnificent Obsession
- 1936: Draculas Tochter
- 1936: Show Boat
- 1936: Nobody’s Fool

Regieassistenz
- 1939: The Kid from Texas
- 1939: Erpressung
- 1941: Tarzans geheimer Schatz

Produktionsleitung
- 1942: The Omaha Trail
- 1943: Der Tolpatsch und die Schöne
- 1943: Kampf in den Wolken
- 1948: Stadt ohne Maske
- 1949: Die Brut des Satans
- 1949: Die rote Schlucht
- 1950: Ohne Gesetz
- 1950: Südsee-Vagabunden
- 1958: U 23 – Tödliche Tiefen
- 1958: Getrennt von Tisch und Bett
- 1959: Der Teufelsschüler
- 1960: Denen man nicht vergibt
- 1960: Elmer Gantry – Gott ist im Geschäft
- 1961: Die jungen Wilden
- 1962: Der Gefangene von Alcatraz
- 1962: Taras Bulba
- 1964: Wir warten in Ashiya
- 1968: Der Mann in Mammis Bett
- 1970: Ein Mann, den sie Pferd nannten